# Audrey Prieto-Bokhashvili
Audrey Prieto-Bokhashvili (ur. 13 czerwca 1980) – francuska zapaśniczka w stylu wolnym. Olimpijka z Pekinu 2008, gdzie zajęła czternaste miejsce w kategorii 72 kg.
Zdobyła złoty medal na mistrzostwach świata w 2007 i brązowy  w 2008. Trzykrotna medalistka mistrzostw Europy, srebro w 2005 i 2010, brąz w 2006. Brązowy medal na igrzyskach śródziemnomorskich w 2005. Piąta w Pucharze Świata w 2005 i ósma w 2011 roku.